# Yves Monot
Pour les articles homonymes, voir Monot.
Yves Monot, né le 29 mai 1944 à Pont-l'Abbé (Finistère), est un religieux français, membre de la congrégation du Saint-Esprit (père spiritain), évêque catholique émérite de Ouesso au Congo-Brazzaville depuis 2021.

## Biographie
Yves Monot commence ses études dans l'école primaire de Saint-Gabriel, à Pont-l'Abbé, où il décide déjà de devenir missionnaire. Il fait sa première profession dans la congrégation du Saint-Esprit le 8 septembre 1963. Il est ordonné prêtre pour cette congrégation le 9 juillet 1972. Il est alors affecté dans sa congrégation au district du Congo Brazzaville.
Hormis un séjour de cinq ans en France, de 1982 à 1987, au service de l’animation missionnaire et de la formation, il a toujours été en Afrique Centrale : d’abord comme coopérant (séminaire de Loango, 67-69), puis dans le diocèse de Pointe-Noire (Congo-Brazzaville) de 1972 à 1982, et dans le diocèse de Brazzaville, de 1987 à 1999, en particulier comme curé de la grande paroisse Sainte-Marie de Ouenzé.
De 1999 à 2005, à Douala (Cameroun), il est économe provincial de la Province d’Afrique Centrale. Il s'ensuit une année sabbatique en France.
Le 22 avril 2006, Yves Monot a été nommé administrateur apostolique du diocèse de Ouesso au Congo Brazzaville. Il en est nommé évêque par Benoît XVI le 14 juin 2008.
La consécration épiscopale lui est conférée le 7 septembre par le cardinal Ivan Dias, préfet de la Congrégation pour l'évangélisation des peuples au cours des cérémonies marquant le 125e anniversaire de l'évangélisation du Congo.
En 2013 au cours d'un passage en France dans sa terre d'origine, il explique les différentes difficultés des réalités de son diocèse (cohabitation de 75 ethnies différentes et histoire nationale mouvementée), et conclut que « Je suis avant tout serviteur de l'Évangile, au service de notre église », il explique aussi son investissement dans l'aide humanitaire et spécialement dans la lutte contre l'analphabétisation.
Le pape François accepte sa démission le 8 décembre 2021 pour raison d'âge.